# نورمان كالي
نورمان كالي (بالألمانية: Norman Kalle)‏ (و. 1973  م) هو ممثل مسرحي، وممثل أفلام ألماني، ولد في بريمن.

## وصلات خارجية
- نورمان كالي على موقع IMDb (الإنجليزية)
- نورمان كالي على موقع قاعدة بيانات الفيلم (الإنجليزية)

- نورمان كالي في قاعدة بيانات الأفلام على الإنترنت